# Pegomya dichaetomyiola
Pegomya dichaetomyiola är en tvåvingeart som beskrevs av Fan 1982. Pegomya dichaetomyiola ingår i släktet Pegomya och familjen blomsterflugor. Inga underarter finns listade i Catalogue of Life.